# Anadoluhisarı
Anadoluhisarı (v překladu Anatolský zámek), historicky známý jako Güzelce Hisar (překrásný zámek) je středověká tvrz v Istanbulu v Turecku na asijské straně Bosporu. Komplex je nejstarší dochovanou tureckou architektonickou strukturou vystavěnou v Istanbulu a podle ní je pojmenováno celé její sousedství v městské části Beykoz.

## Historie
Anadoluhisarı byl vybudován v letech 1393-94 na příkaz osmanského sultána Bájezída I. a stavba byla součástí příprav na obléhání tehdy ještě byzantského města Konstantinopole (dnešní Istanbul). Tvrz byla v roce 1395 využita pro námořní blokádu Bájezídových válečníků.
Tvrz Anadoluhisarı je 7 tisíc metrů čtverečních velká a je situována k nejužšímu místu Bosporu, kde je úžina široká pouhých 660 metrů. Na jihu je lokalita spojena potokem Göksu (starořecky: Aretòs) a dříve se tu naházely ruiny římského chrámu věnována Uranovi. Tvrz, která byla prvotně postavena kvůli pozorování, byla 25 metrů vysoká a měla hranatou věž se zdmi postavenými do nepravidelného pětiúhelníku. Na jejích rozích bylo pět rozhleden.
Po skončení Bayezidovy výpravy byla tvrz překážkou v bitvě u Nikopole a později v bitvě u Ankary. Tvrz hrála také roli během jedenáctiletého osmanského interregna, které skončilo nastoupením sultána Mehmeda I. na trůn. Jeho vnuk, sultán Mehmed II., posílil tvrz dvěma metr širokýma zdmi a třemi dalšími rozhlednami. Tvrz také rozšířil o sklad a obytné místnosti. Kvůli plánům na dobytí Konstantinopole, nechal Mehmed II. vystavět její "sestru" na druhé straně Bosporu, která se nazývá Rumelihisarı, a další dvě tvrze, které v roce 1453 zastavily veškerou námořní dopravu. To výrazně napomohlo dobytí Konstantinopole, která byla později přejmenována na Istanbul a stala se hlavním městem Osmanské říše.

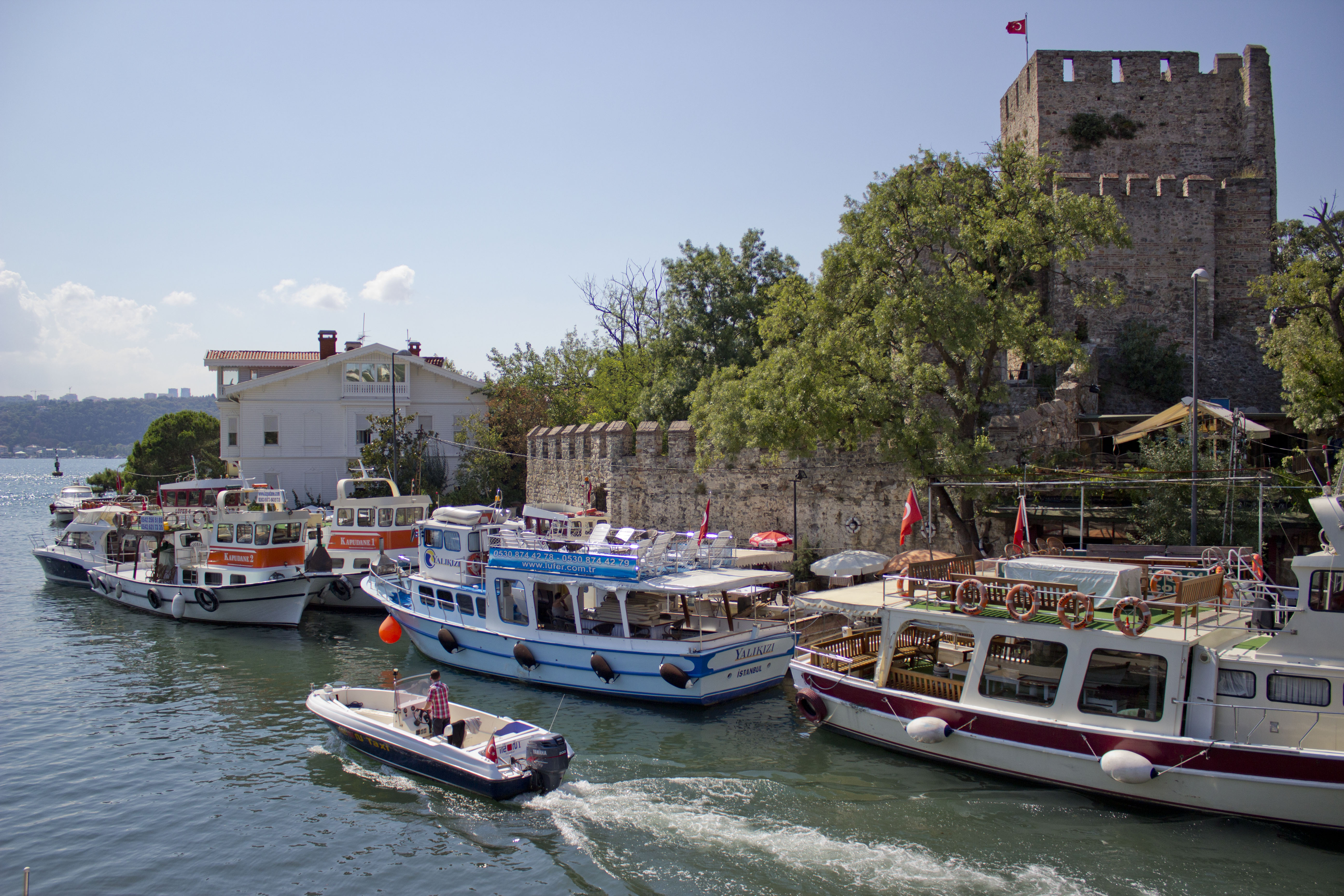
Výhled na Anadoluhisarı z místního nábřeží

Po dobytí města Osmany, sloužila tvrz Anadoluhisarı jako celnice a válečné vězení. Po několika stoletích se dostala do havarijního stavu.
Po pádu osmanské vlády v roce 1923 a po vzniku Turecké republiky, nechal nově zvolený ministr kultury tvrz kompletně opravit. Díky tomu dnes Anadoluhisarı doplňuje vzhled této části města u Bosporu a stala se typickým znakem jejího sousedství. Tvrz funguje jako historická památka, avšak není otevřena pro veřejnost.